# Кулешов, Александр Петрович (учёный)
Алекса́ндр Петро́вич Кулешо́в (род. 2 мая 1946, Москва) — советский и российский учёный, специалист в области информационных технологий и математического моделирования. Академик РАН (2011, член-корр. 2008), доктор технических наук (1987, кандидат 1977), профессор (1989), ректор Сколковского института науки и технологий (с 2016). Директор ИППИ РАН (2006—2016), возглавляет кафедру предсказательного моделирования и оптимизации в Физтехе.

## Биография
Образование у меня математическое, но [я] никогда не занимался всерьёз математикой, скорее я математик, переучившийся на инженера... (2016)

Окончил механико-математический факультет МГУ по специальности «Математика» (1970).
С 1970 по 1989 год работал в НПО «Кибернетика» (Москва) на должностях инженера, старшего инженера, начальника отдела, с 1983 года занимал должность главного инженера, с 1984 года — первого заместителя директора Научно-тематического центра. В 1987 защитил докторскую.
С 1989 по 1992 год работал в Международном центре по информатике и электронике (Москва) в должности первого заместителя генерального директора.
С 1992 по 2001 год — член Совета директоров компаний «Бизнес-связь» (Москва) и «Укрсат» (Киев).
С 2001 по 2006 год — директор Центра программных технологий РАН.
C 2003 года — генеральный директор, впоследствии советник в Международном научно-исследовательском институте проблем управления.
C 2006 по 2016 год — директор Института проблем передачи информации РАН. Также заведует базовыми кафедрами в МФТИ, Высшей школе экономики.
15 февраля 2016 года вступил в должность ректора (президента) Сколковского института науки и технологий.

### Цитаты
- В Советском Союзе была действительно великолепная система: даже если ты жил в глухой сибирской деревушке, то этот огромный невод, который был создан властью, вылавливал талантливых детей с помощью всесоюзных заочных физико-математических школ, олимпиад и т.д. Хочешь ты или не хочешь, но он тебя всё равно пригребал... В этом смысле страна абсолютно максимизировала свои потенциальные возможности[1].

В Советском Союзе была конкуренция, она создавалась искусственно. Одну и ту же работу давали в параллель нескольким НИИ. Ужаснейшая конкуренция. Люди попадали в психушку из-за неудачных испытаний. Но отсутствие конкуренции очень невыгодно с точки зрения инвестирующей организации, с точки зрения государства. В конкуренции, и в конкуренции ответственной, где проигравший умножается на ноль, и рождается что-то действительно стоящее. Когда человек понимает, что у него есть в распоряжении ресурсы, но если он проиграет, то будет лично нести ответственность, и ответственность серьёзную, тяжёлую, он будет бороться за каждый процент эффективности. Вот в таких ситуациях и нужны инновации — как в спорте высоких достижений, когда идёт борьба за долю секунды. (2016)

В 1957 г., когда был запущен первый спутник, для США советское образование стало эталонным — путеводной звездой, к которой следует стремиться. Но мир меняется, изменился общественный строй, с тех пор наше образование очень сильно деградировало, поскольку к этим изменениям не приспособилось. (2016)

- Сейчас мы живем в мире, где очень трудно сказать, что военное, а что гражданское. На самом деле такого разделения уже просто не существует. Строго говоря, сейчас любая новая технология — двойная.
- У нас было очень много иллюзий в начале 1990-х годов в отношении того, что другие люди по-другому ведут бизнес. Мы вообще не понимали, что такое бизнес… На самом деле особых иллюзий здесь быть не должно: те же самые люди, попадая в другие условия, очень часто мгновенно коррумпируются еще хуже наших. Мы выросли в агрессивной среде, и у нас есть больше устойчивости к коррупции, чем у людей Запада. Я знаю очень много случаев, когда человек приезжал сюда и начинал с того, что говорил: «Да что вы! Как же так можно?» Проходит год, и ему говоришь: «Слушай, ты что делаешь? Остановись, берега-то знай».

## Санкции
26 сентября 2022 года, на фоне вторжения России на Украину, Кулешов включён в санкционный список Великобритании против как действующих, так и бывших членов наблюдательных советов ряда российских банков. 19 февраля 2023 года, как член наблюдательного совета Сбербанка, попал под санкции Украины так как он ведет «коммерческую деятельность в секторах экономики, обеспечивающих существенный источник дохода для правительства России, инициировавшего военные действия и геноцид гражданского населения в Украине».

## Основные работы
- Мизин И. А., Богатырёв В. А., Кулешов А. П. Современное состояние проблемы управления потоками в сетях пакетной коммутации. М.: Совет по кибернетике АН СССР, 1981. — 55 с.
- Мизин И. А., Богатырёв В. А., Кулешов А. П. Сети коммутации пакетов. М.: Радио и связь, 1986. — 408 с.
- Мизин И. А., Аничкин С. А., Белов С. А., Бернштейн А. В., Кулешов А. П. Протоколы информационно-вычислительных сетей. М.: Радио и связь, 1990. — 504 с.